# Gás respirável
O gás respirável, ou ar respirável, segundo a norma NBR 12543:2017 trata-se de um ar adequado a respiração. A composição do ar respirável deve ser o mesmo do ar atmosférico que de um modo geral possui as seguintes características:
| Componentes        | % em volume (ar seco) |
| ------------------ | --------------------- |
| Oxigênio           | 20,93                 |
| Nitrogênio         | 78,10                 |
| Argônio            | 0,9325                |
| Dióxido de carbono | 0,04                  |
| Hidrogênio         | 0,01                  |
| Neônio             | 0,0018                |
| Hélio              | 0,0005                |
| Criptônio          | 0,0001                |
| Xenônio            | 0,000009              |

Segundo a norma ABNT NBR 12543:2017, o ar comprimido respirável deve possuir alguns requisitos para que o ar seja adequado a respiração. Veja a tabela dos parâmetros técnicos mínimos exigidos para o ar comprimido respirável:
| Componente                         | Limites de exposição / Concentração |
| ---------------------------------- | ----------------------------------- |
| Oxigênio (O2)                      | 19,5 ≤ O2 ≤ 23,5% (v/v)             |
| Ponto de Orvalho                   | ¹                                   |
| Óleo (condensado) (mg/m3 nas CNTP) | ≤ 5 mg/m3                           |
| Dióxido de carbono (CO2)           | ≤ 1000 ppm                          |
| Monóxido de carbono (CO)           | ≤ 10 ppm 3                          |
| Odor                               | ²                                   |

¹ O ar respirável das máscaras e equipamentos envolvidos na geração e tratamento do ar deve ser tal que impeça o congelamento e/ou a condensação das partículas de água no seu interior. O ponto de orvalho deve estar abaixo de -45,6°C (63ppm), ou 10°C da mínima temperatura esperada
² O ar, normalmente, pode ter um ligeiro odor, porém, se for pronunciado, é impróprio para consumo. Não existe procedimento para medir odor, que é verificado cheirando-se o ar que escoa em baixa vazão.

3 De acordo com a revisão da NBR 12543:2017, o ar comprimido respirável deve possuir monitor de monóxido de carbono (CO) em linha para garantir que não haja contaminação da rede e envenenamento do trabalhador.

## Ar respirável proveniente de compressores
Os contaminantes podem se misturar com o ar comprimido nos vários estágios de geração ou de abastecimento. Quando a quantidade de contaminante presente for inaceitável, o ar pode se tornar impróprio para ser utilizado como “gás respirável”, podendo ameaçar a saúde e a segurança do usuário do respirador. Por este motivo, a Fundacentro possui publicações sobre a qualidade do ar comprimido . O ar respirável fornecido aos respiradores pode provir de compressores fixos, móveis ou de cilindros.
Os compressores devem ser construídos e localizados de modo que:
a) previnam a entrada de contaminantes no sistema de distribuição de ar;
b) tenham elementos purificadores convenientes e filtros que possam ser mantidos e substituídos periodicamente, de modo que assegurem a qualidade do ar;
c) tenham monitoramento contínuo de monóxido de carbono e alarme;
d) as conexões ou engates rápidos sejam incompatíveis com os usados nas linhas de outros gases não respiráveis. A manutenção do compressor e a substituição dos filtros purificadores ou partes do sistema devem ser realizadas por pessoa treinada seguindo as instruções e recomendações do fabricante.
Como parte dos testes iniciais de aceitação do compressor e antes de seu uso, a vazão volumétrica ou a pressão e a qualidade do ar fornecido devem ser verificados. Antes do uso, deve ser feita amostragem representativa do ar que sai para verificação da concordância com os requisitos do item 11.2 deste documento. Para garantir sempre a qualidade do ar respirável e verificar qualquer entrada de contaminação no sistema de distribuição, também devem ser retiradas amostras representativas do ar nos diversos pontos onde há seu uso. As amostras devem ser retiradas periodicamente, conforme indicado no programa de proteção respiratória existente. No Quadro 1, estão indicados alguns ensaios recomendados.

### Quadro 1 Amostragem periódica do ar para compressão
| Amostra                          | Tipo de Compressor | Tipo de Compressor     | Tipo de Compressor             |
| -------------------------------- | ------------------ | ---------------------- | ------------------------------ |
| Amostra                          | Lubrificado a óleo | Não lubrificado a óleo | Acoplado a motor de commbustão |
| Vapor de água                    | x                  | x                      | x                              |
| Monóxido de carbono (CO)         | x                  | x                      | x                              |
| Hidrocarbonetos condensados (HC) | x                  | --                     | x                              |
| Dióxido de carbono (CO2)         | --                 | --                     | x                              |
| Odor                             | x                  | x                      | x                              |